# Josip Babić (nogometaš)
Josip Babić (6. ožujka 1928.), hrvatski nogometaš. Igrao na mjestu vratara. Igrao za zagrebački Dinamo od 1946. do 1949. godine u trima sezonama. S Dinamom je osvojio naslov prvaka 1947./48. godine. Jedino je te sezone nastupio u prvenstvu (9 puta) i kupu (1 put). Prigodom Dinamove prvenstvene utakmice u Trstu protiv Ponziane, 26. ožujka 1948. godine, odvojio se od suigrača i zajedno s prvim vratarom, Zvonimirom Monsiderom, otišao u emigraciju. Nije poput Monsidera ostao u emigraciji, nego se vratio u Zagreb i pristupio Dinamu.